# Rokühnita
La rokühnita és un mineral de la classe dels halurs. Rep el seu nom del professor de mineralogia alemany Robert Kühn (1911-).

## Característiques
La rokühnita és un halur de fórmula química FeCl₂·2H₂O. Cristal·litza en el sistema monoclínic. Rarament se'n troba en plaques primes, dominades per {110}, de fins a 300 μm; les plaques es componen habitualment de fibres.
Segons la classificació de Nickel-Strunz, la rokühnita pertany a «03.BB - Halurs simples, amb H₂O, amb proporció M:X = 1:2» juntament amb els següents minerals: eriocalcita, bischofita, niquelbischofita, sinjarita, antarcticita i taquihidrita.

## Formació i jaciments
És un mineral secundari que es troba a les fissures de les salines riques en potassi. Sol trobar-se associada a altres minerals com: carnallita, rinneïta, halita, taquihidrita, silvita o langbeinita. Va ser descoberta a les obres de potassa de Siegfried-Giesen i Salzdetfurth, a Hildesheim, Baixa Saxònia, Alemanya. També ha estat descrita a la mina ČSA (Orlová, República Txeca), als pous de Hildesia (Hildesheim, Alemanya), a la mina Marcel (Rybnik, Polònia) i a Volodarsk-Volynski (Ucraïna).